# August Wannowski
August Neoptolemus Wannowski (ur. 26 maja 1801 w Dąbrowie Białostockiej, zm. 29 kwietnia 1881 w Gdańsku) – polski i niemiecki filolog klasyczny, wykładowca gimnazjalny w Kętrzynie, Królewcu i Poznaniu, publicysta.

## Życiorys
Urodził się na terenie ówczesnego zaboru pruskiego (Prusy Nowowschodnie) jako syn lekarza, przedstawiciela kalwińskiej rodziny litewskiej. Uczęszczał do białostockiego gimnazjum, a po śmierci ojca w 1813 wyjechał wraz z matką (pochodzenia niemieckiego) do Królewca, gdzie ukończył gimnazjum, a następnie studiował filologię klasyczną na Albertynie. W 1824 otrzymał stopień doktora. Od sierpnia 1824 pracował jako wykładowca języków klasycznych (greki) w gimnazjum w Kętrzynie. Od początku czerwca 1828 objął stanowisko nauczyciela języków klasycznych w Collegium Fridericianum w Królewcu. Jesienią 1829 przeniósł się do Gimnazjum Poznańskiego, którego część polsko-katolicka po podziale na dwie instytucje w 1834 nosiła nazwę gimnazjum św. Marii Magdaleny. Chociaż August Wannowski był kalwinistą, pracował w katolickim gimnazjum, a nie w gimnazjum Fryderyka Wilhelma dla protestantów.
W latach 1840–1845 redagował „Gazetę Wielkiego Księstwa Poznańskiego”.
August Wannowski karierę pedagogiczną zakończył oficjalnie 1 października 1869, żegnany podczas dwóch uroczystości w Hotelu Bazar: 11 i 16 września. Władze pruskie za wytrwałą i sumienną pracę dwukrotnie nagrodziły Wannowskiego orderami: bezpośrednio po zakończeniu funkcji zastępcy dyrektora gimnazjum w 1866 i tuż przed przejściem na emeryturę (Orderem Orła Czerwonego IV klasy).
Najwybitniejszym wychowankiem Augusta Wannowskiego był Kazimierz Morawski, a wśród uczniów znalazł się m.in. Hipolit Cegielski, Marceli Motty.
Po zakończeniu pracy zawodowej wyjechał wraz z synem Konstantym do Gdańska. Zmarł 29 kwietnia 1881 w mieszkaniu syna.

## Publikacje
Wybrane prace:
- Theoria casus, qui dicitur absolutus (1826)
- De initiis theoriaes casus, qui dicitur absolutus... (1827)
- Syntaxeos anomalae Graecorum pars de constructione, quae dicitur absoluta deque anacoluthis, huc pertinentibus (1835)
- Antiquitatum Romanarum Graece explicatarum particula (1843)
- Antiquitates Romanas : E Graecis Fontibus Explicatas (1846)
- Pliniana (1846)
- O wolności w szkole. Rzecz powiedziana przez profesora Wannowskiego z okazji Urodzin Najjaśniejszego Pana w dniu 22 marca 1866 r. w sali gimnazjum św. Marii Magdaleny w Poznaniu (1866)
- De promiscuo verborum activorum et neutrorum usu apud scriptores latinos (1867)

## Rzekome powiązania rodzinne
Należał do rodziny Wannowskich, z której wywodziło się wielu przywódców lokalnych wspólnot ewangelicko-reformowanych, jednak nieprawdziwe jest twierdzenie podane przez „Gońca Wielkopolskiego” z 4 maja 1881, że jeden jego brat „jest w Słucku pastorem kalwinów”, a drugi „brat znany z ostatniej wojny rosyjsko-tureckiej znakomitym jenerałem rosyjskim”. Podobnie nieprawdziwe stwierdzenie podawał Ludwik Żychliński, informując o braciach Augusta Wannowskiego, Leopoldzie i Felicjanie: jeden był prefektem, a drugi profesorem i superintendentem kalwińskim, jeden był, do niedawna jeszcze, kalwińskim księdzem w Słucku, drugi jest obecnie ministrem wojny imperium rosyjskiego.

## Literatura
- Marceli Antoni Szulc: August Wannowski: wspomnienie dla jego uczniów i przyjaciół : (na pamiątkę 45 letniej służby jubilata). Poznań: Ludwik Merzbach, 1869. OCLC 316531211. Brak numerów stron w książce
- Wiktor Steffen. Sylwetki filologów wielkopolskich XIX  wieku. August Wannowski. „Meander”. 24 z. 4, s. 196–205, 1969.
- Wiktor Steffen. August Wannowski. Filolog i pedagog poznański XIX w.. „Eos”. 58/2, s. 267—280, 1969/1970.
- Wielkopolski słownik biograficzny. Poznań: Wydawnictwo Naukowe PWN, 1981, s. 797.
- Tadeusz Oracki: Słownik biograficzny Warmii, Mazur i Powiśla XIX i XX wieku (do 1945 roku). Warszawa: Instytut Wydawniczy „Pax”, 1983, s. 298. ISBN 83-211-0411-8.